# Istislah
Istislah – zasada prawa muzułmańskiego polegająca na wydawaniu wyroków z korzyścią dla całej wspólnoty, a nie jednostki. Zasada stosowana przez reprezentantów szkoły malikickiej. W opozycji do niej stoi zasada istihsan, przestrzegana w szkole hanafickiej.